# Isodiscodes polycyma
Isodiscodes polycyma là một loài bướm đêm trong họ Geometridae.